# Варуфакис, Янис
Янис Варуфакис (греч. Γιάνης Βαρουφάκης, 24 марта 1961, Афины) — греческий экономист, политический и государственный деятель. Лидер партии МЕРА25. В прошлом — министр финансов Греции (27 января — 6 июля 2015) в правительстве под руководством премьер-министра Алексиса Ципраса.
Профессор экономики в Афинском университете и Техасском университете, известный специалист в области глобального и европейского кризиса, автор многочисленных книг, включая «Глобальный минотавр» (The Global Minotaur). Консультант по рынку виртуальных товаров игр Dota 2 и Team Fortress 2 компании Valve. Называет себя «либертарным марксистом», самого его же называют «Джоном Кейнсом с капелькой Маркса».

## Биография
Янис родился в Афинах в 1961 году. В 1976 поступил в университет в Греции, но через 2 года переезжает в Великобританию. В Эссекском университете сначала изучал физику, позже статистику и экономику. После окончания поступил в Бирмингемский университет и через 2 года получил степень магистра в области математической статистики.
Покинул Англию после третьей победы Маргарет Тэтчер на третьих выборах подряд. С 1988 по 2000 год жил в Сиднее, работая в местном университете; получил австралийское гражданство. В 2000 году вернулся в Грецию преподавать в Афинском Университете. В 2002—2008 руководил докторской программой Афинского университета (UADPhilEcon).
С января 2013 преподаёт в Школе по связям с общественностью им. Линдона Джонсона — подразделении Техасского университета в Остине. Работающий с ним в Техасском университете профессор Джеймс К. Гэлбрейт так характеризует Варуфакиса: «Янис по уровню активности и интеллекта — самая могучая фигура, которую я встречал в нашем поколении».
С января 2004 по декабрь 2006 года работал экономическим советником Георгиоса Папандреу, через несколько лет став ярым критиком его правительства (2009—2011). Опубликовал множество работ, основная область деятельности — теория игр, экономическая теория, американо-европейские отношения. В 2011 году издал ставшую бестселлером книгу «Глобальный минотавр», где сравнил роль экономики США с 1970-х годов во всем мире с минотавром.

## Политическая деятельность и пост министра финансов
В 2004—2006 годах был экономическим советником премьер-министра от ПАСОК Георгиоса Папандреу, чьим критиком стал после принятия тем неолиберальных программ «мер строгой экономии». Впоследствии Варуфакис стал одним из многих экономистов кейнсианского, институционалистского и марксистского толка, включённых в экономическую команду Коалиции радикальных левых (СИРИЗА). Пост министра финансов был предложен Янису после того, как СИРИЗА победила на досрочных парламентских выборах в Греции и сформировала коалицию с Независимыми греками.
29 января 2015 года объявил о встречах с министрами финансов и экономики Великобритании, Франции и Италии, для пересмотра условий кредитов Европейского Союза. Также заявил о возможной поддержке санкций против России и опроверг возможность обращения к последней за финансовой помощью. Ранее в качестве преподавателя Афинского университета он голосовал против присуждения В. В. Путину звания почётного доктора этого вуза.
На переговорах с представителями кредиторов последовательно отстаивал требования списания части внешнего долга и отказа от антисоциальных требований «строгой экономии». В итоге, подал в отставку 6 июля 2015 года, уступив кресло министра финансов Эвклиду Цакалотосу. Так как правительство Ципраса, вопреки результатам референдума, уступило давлению «Тройки» и приняло очередной меморандум с пакетом мер «строгой экономии», голосовал против последнего и покинул фракцию СИРИЗА. Тем не менее, в отличие от многих других членов левого крыла СИРИЗА, ушедших в новую партию «Народное единство», счёл её слишком изоляционистской и вместо этого инициировал создание международного «Движения за демократию в Европе» (DiEM25).
Планирует стать депутатом Европарламента от Германии.

## Работа в Valve Corporation
Янис начал свою работу в компании Valve в 2012 году. Он консультировал создателей Dota 2 и Team Fortress 2 о том, как перевести игры на модель free-to-play, как корректно наладить товарно-денежные взаимоотношения между фанатами популярных игр. Виртуальные магазины Team Fortress 2 и Dota 2 позволяют игрокам обменивать и продавать друг другу различные внутриигровые предметы.
В то время Valve пыталась наладить финансовое взаимодействие между двумя играми, решить проблемы с балансом платежей. Гейб Ньюэлл был активным читателем блога Яниса, и понял, что поставленная перед Valve задача во многом схожа с тем, что в реальности происходит с Грецией и Германией. Последующая встреча в Сиэтле оказалась успешной, и Варуфакис стал штатным экономистом Valve.

## Сочинения
- Взрослые в доме. Неравная борьба с европейским «глубинным государством». / [Пер. В. Желнинова]. — М.: АСТ, 2018. — 670 с. — (Геополитика = Geopolitics = Geopolitik) — ISBN 978-5-17-111880-8
- Беседы с дочерью об экономике / Пер. А. Марков. — М.: Ад Маргинем Пресс, 2020. — 175 с. ISBN 978-5-91103-547-1
- Технофеодализм. — М.: Ад Маргинем, 2025. — 304 с. ISBN 978-5-91103-874-8